# MZ ETZ 251
MZ ETZ 251 – motocykl produkowany w latach 1988–1991 w Zschopau. Jego poprzednikiem był motocykl MZ ETZ 250.

## Historia modelu
Rok 1989 to wycofanie ze sprzedaży modelu ETZ 250 i zastąpienie go modelem ETZ 251. Stylizacja nowej maszyny była identyczna, jak w przypadku mniejszego modelu ETZ 150. Głównym powodem działań producenta jest unifikacja podzespołów motocykla z mniejszym modelem motocykla tej firmy, który charakteryzował się większą zwrotnością. W mniejsze gabarytowo podwozie ETZ 150 zabudowano silnik od ETZ 250. Mała masa pojazdu i spora moc dały w rezultacie dobre osiągi. Nowe nadwozie pozytywnie wpłynęło na pozycję i wygodę kierowcy, umożliwiając pokonywanie bez zmęczenia długich dystansów. Za najważniejszą zmianę należy uznać wprowadzenie niezawodnego elektronicznego (bezstykowego) układu zapłonowego, który zapewniał bezproblemowy rozruch i lepszą jakość pracy silnika.
W 1990 roku model ETZ 251 przechodzi modernizację. Do tego kilka kosmetycznych zmian, z których najbardziej w oczy rzucały się nowe siodło oraz nowy błotnik z tworzywa sztucznego. W tej formie motocykl produkowany był do 1991 roku, kiedy to jego produkcja została zakończona.
Ciekawym epizodem jest produkcja motocykli MZ na licencji w Turcji. Od 1993 roku wytwarzany był zmodernizowany model ETZ 301 pod nazwą Kanuni.
Do wad eksploatacyjnych tego modelu można zaliczyć brak regulacji wysokości dźwigni tylnego hamulca, prostokątne lampy kierunkowskazów (wprowadzone równocześnie w motorowerach Simson) które łatwo ulegają przekręceniu, zbyt twarde sprężyny tylnych amortyzatorów, kłopotliwa w użyciu blokada kierownicy, dość trudne stawianie motocykla na podstawkę centralną, brak mocy silnika poniżej 3000 obr./min co jest spowodowane uproszczoną konstrukcją dwusuwowego silnika.
Zbudowano kilka sztuk prototypu MZ ETZ 252W, z silnikiem o większej mocy, cylindrem chłodzonym cieczą i zasilaniem poprzez zawór membranowy, nie wprowadzono go do seryjnej produkcji.

## Silnik
Silnik EM251 w stosunku do silnika EM250 stosowanym w MZ ETZ 250 poddany został modernizacjom, z których najważniejsze to:
- modyfikacja układu wydechowego
- zmiany w nastawach gaźnika
- skorygowanie fazy rozrządu tłokowego
- skrócenie układu wydechowego
- zupełnie nowy tłumik.

W modelu 251 wydech został skrócony o 9 cm z uwagi na krótszą długość ramy. W efekcie, aby uzyskać tę samą moc, co w modelu 250 przekonstruowano cylinder. Kolanko wydechu zostało wprowadzone głębiej w cylinder. Okna kanałów w 251 zostały obniżone o 2 mm, czyli ich odległość od osi wału korbowego jest mniejsza. Z tego względu należy zachować szczególną uwagę przy zakupie części zamiennych, ponieważ niewłaściwe dopasowanie skutkuje pogorszeniem osiągów i zwiększeniem zużycia paliwa.
- Typ: dwusuwowy, z przepłukiwaniem zwrotnym, chłodzony powietrzem
- Układ: jednocylindrowy
- Rozrząd: tłokowy
- Pojemność skokowa: 243 cm³
- Średnica x skok tłoka: 69 × 65 mm
- Stopień sprężania: 10:1
- Zasilanie: gaźnik BVF 30N3-1, 30 mm
- Smarowanie:  mieszankowe 1:50 (również w okresie docierania)
- Rozruch: nożny
- Alternator: 180 W, 12V
- Zapłon: elektroniczny
- Moc maksymalna przy ok. 5500 obr./min : 21 KM (15,5 kW)(ETZ301: 23 KM/5500 obr./min)
- Maksymalny moment obrotowy przy ok. 5200 obr./min : 27,4 Nm (2,8 kGm)(ETZ301: 30,6 Nm/5200).

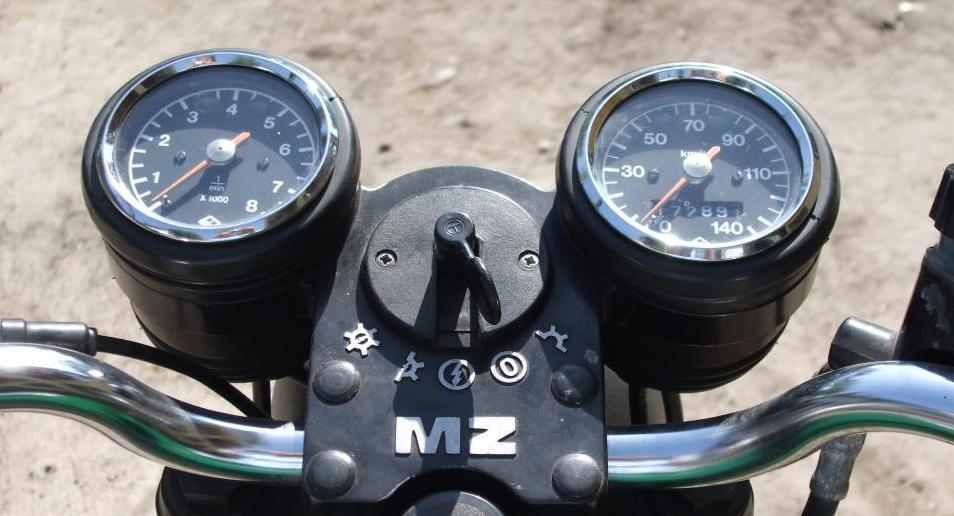
Licznik i obrotomierz w MZ-ce

Przy poprawnym użytkowaniu, silnik uzyskuje przebieg 30–40 tysięcy kilometrów. Po takim przebiegu konieczna jest wymiana tłoka, łożysk na wale oraz regeneracja (a najlepiej wymiana na nowy) wału korbowego i szlifowanie cylindra. Trwałości sprzyja stosowanie dobrej jakości oleju w mieszance paliwa z olejem oraz unikanie wysokich obrotów przy zimnym silniku. Jak większość dwusuwów także silnik ETZ 250 jest wrażliwy na jazdę na zbyt niskich obrotach – co powoduje wybijanie łożysk wału korbowego, oraz na przegrzanie ("piłowanie" w miejscu, "palenia gumy" itd). Takie postępowanie w skrajnych przypadkach prowadzić może do zatarcia tłoka i uszkodzenia gładzi cylindra.

### Prędkości
Przy obrotach od 3000 do 5800.
- I bieg 20 ... 35 km/h
- II bieg 30 ... 60 km/h
- III bieg 35 ... 85 km/h
- IV bieg 55 ... 110 km/h
- V bieg 70 ... 130 km/h

Przyspieszenie (przy 6000 obr./min): od 0 do 80 km/h w 6,6 s, do 100 km/h w 10,9 s.
Generalnie  prędkością max. w ETZ 250 powinna być prędkość osiągnięta przy 6000 obr./min.
Motocykl zużywa od 3 do 5,5 l paliwa na 100 km.
Dane są podane przez producenta, jednak  spalanie paliwa zależy również od stylu jazdy, warunków panujących na drodze, naszej pozycji na motocyklu (w tym przypadku chodzi o opór powietrza).

## Podwozie  i różnice między ETZ 250 a 251
Głównymi różnicami między 250 a 251 jest:
- mniejsza długość motocykla
- obniżona o ok. 8 kg masa własna
- tylne koło o mniejszej średnicy (16")
- zmiana przełożenia ogólnego (zębatka zdawcza 21 zębów w miejsce 19)
- sprzęgło,
- wydech (w 251 skrócony o 9 cm),
- zbiornik paliwa

Zmiany te sprawiły, że ETZ 251 jest bardziej zwarta i zwrotna, natomiast inne kąty znoszenia opon sprawiają, że jest mniej stateczna w nieustalonych zakrętach, mniejsza długość pogarsza też stateczność jazdy  na wprost, szczególnie w przypadku pofałdowanej lub skoleinowanej nawierzchni drogi. Środek ciężkości w 251 jest nieco niżej. 
Dane podwozia:
- Rama:	grzbietowa, otwarta, stalowa
- Zawieszenie przednie:	teleskopowe, skok 185 mm
- Zawieszenie tylne: dwa boczne elementy resorująco-tłumiące, skok 135 mm
- Hamulec przedni: tarczowy, 280 mm
- Hamulec tylny: bębnowy, 160 mm
- Opony przód/ tył: 2.75 R18 / 3.25 R16

## Dane eksploatacyjne
- Masa w stanie gotowym do jazdy 144 kg.
- Dopuszczalna masa całkowita wynosi 330 kg.
- Ilość oleju w skrzyni biegów – 900 cm³, oleju przekładniowego SAE 80.
- Zbiornik paliwa – 17 l (1,5 l rezerwa)
- Akumulator  12V 5,5 Ah
- Odstęp elektrod świec: 0,6 mm
- 250 cm³ płynu amortyzatorowego na elementy resorujące.